# Casas de Don Antonio
Casas de Don Antonio é um município da Espanha na província de Cáceres, comunidade autónoma da Estremadura. Tem 31 km² de área e em 2021 tinha 178 habitantes (densidade: 5,7 hab./km²). Faz parte da Mancomunidade da Serra de Montánchez e das comarcas tradicionais de Cáceres e da Terra de Montánchez.

## Demografia
| Variação demográfica do município entre 1991 e 2004 [carece de fontes?] | Variação demográfica do município entre 1991 e 2004 [carece de fontes?] | Variação demográfica do município entre 1991 e 2004 [carece de fontes?] | Variação demográfica do município entre 1991 e 2004 [carece de fontes?] |
| ----------------------------------------------------------------------- | ----------------------------------------------------------------------- | ----------------------------------------------------------------------- | ----------------------------------------------------------------------- |
| 1991                                                                    | 1996                                                                    | 2001                                                                    | 2004                                                                    |
| 270                                                                     | 239                                                                     | 238                                                                     | 216                                                                     |